# زمین‌لرزه ۱۵۵۶ شاآنشی
در تاریخ ۲۳ ژانویه ۱۵۵۶ در استان شاآنشی در شمال چین زمین‌لرزه‌ای عظیم رخ داد که باور می‌رود مرگبارترین زمین‌لرزه ثبت‌شده در تاریخ باشد. این زمین‌لرزه شاآنشی و شانشی استان همسایه آن در سمت شرق را لرزانده و به طور تخمینی ۸۳۰٬۰۰۰ نفر را کشته یا زخمی کرد.